# Lyskamm
Il Lyskamm, oppure Liskamm, è una montagna nelle Alpi Pennine che fa parte della catena montuosa del Monte Rosa lungo la frontiera italo-svizzera tra la Valle d'Aosta ed il Vallese, tra le località di Gressoney-La-Trinité e Zermatt.

## Caratteristiche

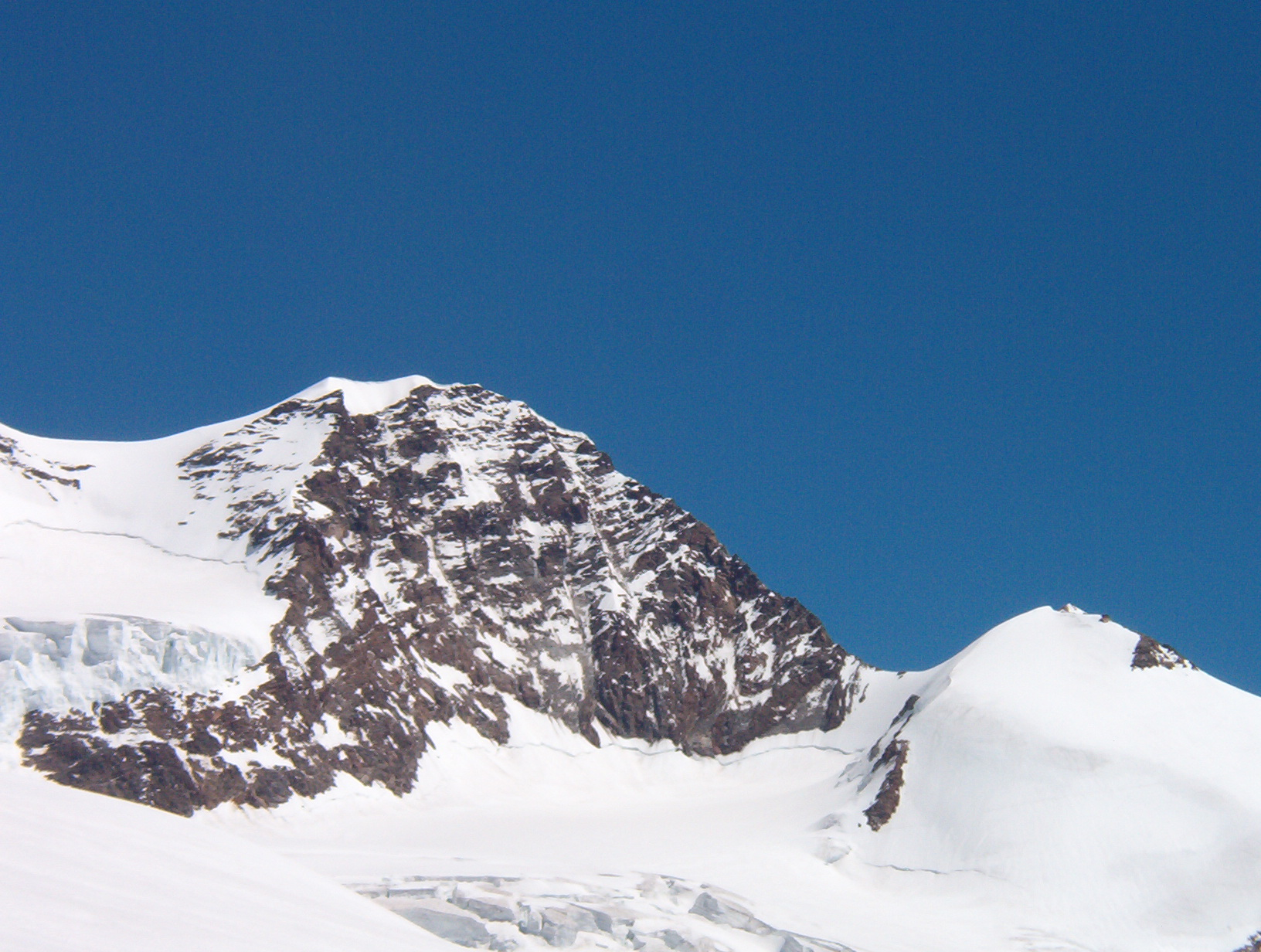
Lyskamm orientale e caratteristico Naso del Lyskamm visti dal Rifugio Quintino Sella al Felik

Il Lyskamm è composto da due cime principali:
- Lyskamm Orientale (ted., Östliche Lyskamm) che raggiunge la quota di 4.527 m
- Lyskamm Occidentale (ted., Westliche Lyskamm) che raggiunge la quota di 4.481 m

Inoltre, sul versante italiano, di fronte alle due punte se ne erge una terza di altezza minore, ma particolarmente caratteristica, detta Naso del Lyskamm (4.272 m).
Tra le due vette si trova la Sella dei Lyskamm (Silberbast - 4.417 m).
Dal versante italiano del Lyskamm scende il ghiacciaio del Lys; mentre dal versante svizzero scende il ghiacciaio del Grenz.

## Prime ascensioni
La prima ascensione del Lyskamm Orientale fu compiuta il 19 agosto 1861 per la cresta sud-est da un gruppo di alpinisti composto da J.F. Hardy, A.C. Ramsay, F. Sibson, T. Rennison, J.A. Hudson, William Edward Hall, C.H. Pilkington e R.M. Stephenson con Jean-Pierre Cachat, Franz Josef Lochmatter, Karl Herr, Stefan Zumtaugwald, Peter e Josef-Marie Perren.
La prima ascensione del Lyskamm Occidentale fu compiuta il 16 agosto 1864 da Leslie Stephen e Edward N. Buxton con Jakob Anderegg e Franz Biner. Gli alpinisti traversarono quindi al Lyskamm Orientale, compiendo anche la prima traversata dal colle Felik al colle del Lys.

## Salita alla vetta
È possibile salire sulla vetta Orientale dal versante italiano partendo dalla Capanna Giovanni Gnifetti oppure dal Bivacco Felice Giordano; dal versante svizzero ci si serve invece del Monte Rosa Hütte. Dopo aver raggiunto il Colle del Lys, si percorre la cresta sud-est, innevata e incorniciata, con pendenze fino a 45°.
La vetta occidentale può essere raggiunta partendo dal Rifugio Quintino Sella al Felik e passando dal Colle Felik.

## Traversata dei Lyskamm

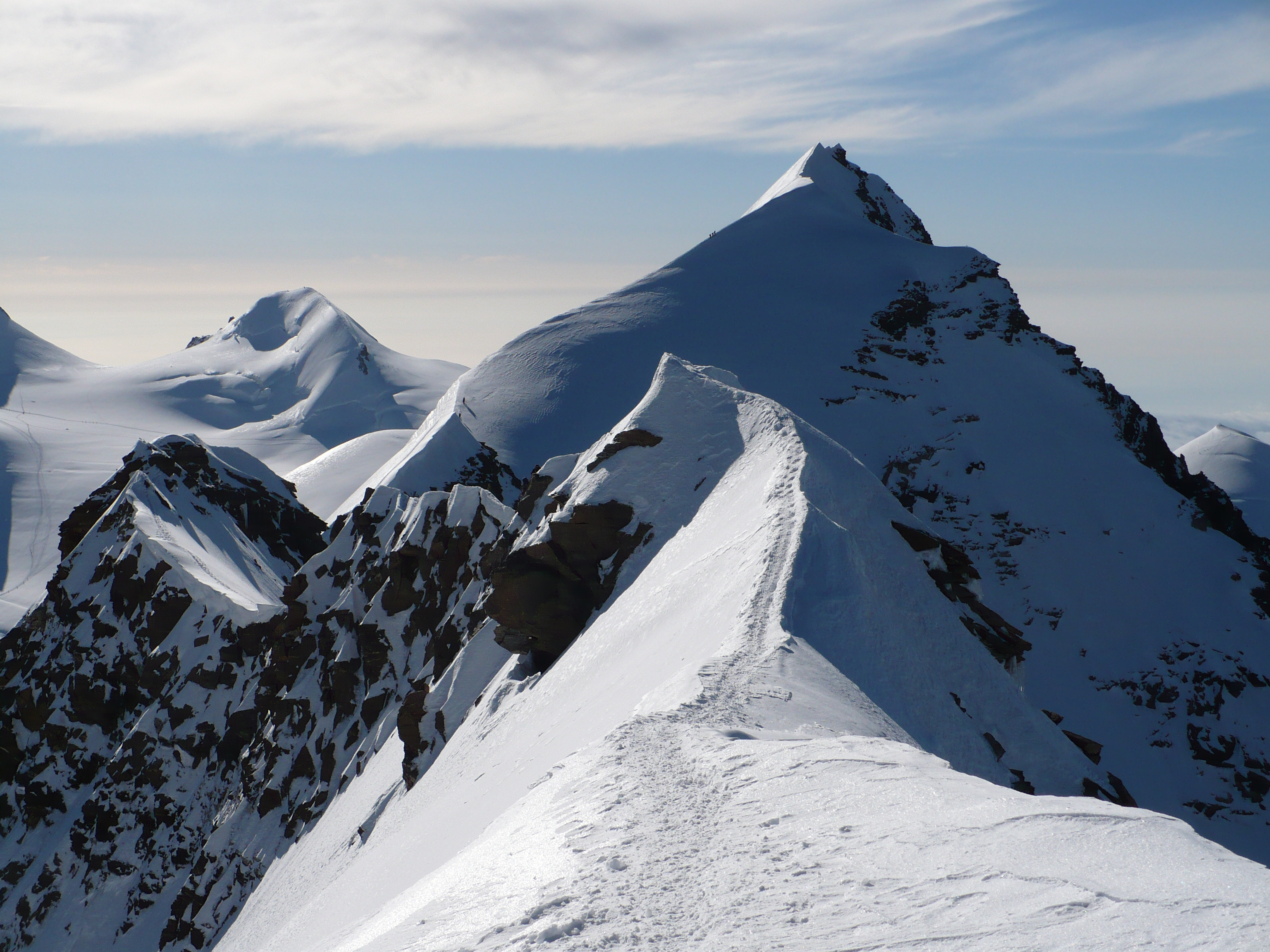
Il Lyskamm Orientale visto dal Lyskamm Occidentale. Nel mezzo il sottile ed aereo filo di cresta che li unisce.

La traversata dei Lyskamm costituisce una delle più belle e classiche traversate in cresta delle Alpi, grazie all'ambiente e all'ampiezza delle vedute che si possono apprezzare senza essere troppo impegnati nelle difficoltà (AD). Essa può essere compiuta da ovest verso est o viceversa. Nel primo senso si parte dal Rifugio Quintino Sella, si raggiunge il Colle Felik e si sale la ripida cresta che conduce sulla vetta occidentale, ci si abbassa alla Sella del Lyskamm (4.417 m) e si percorre l'aereo filo di cresta che lo separa dall'altra. Si scende quindi al Colle del Lys e alla Capanna Gnifetti. La traversata dal Colle del Felik al Colle del Lys ha uno sviluppo di circa 4 km e richiede ottime condizioni di tempo e di neve.

## Galleria d'immagini

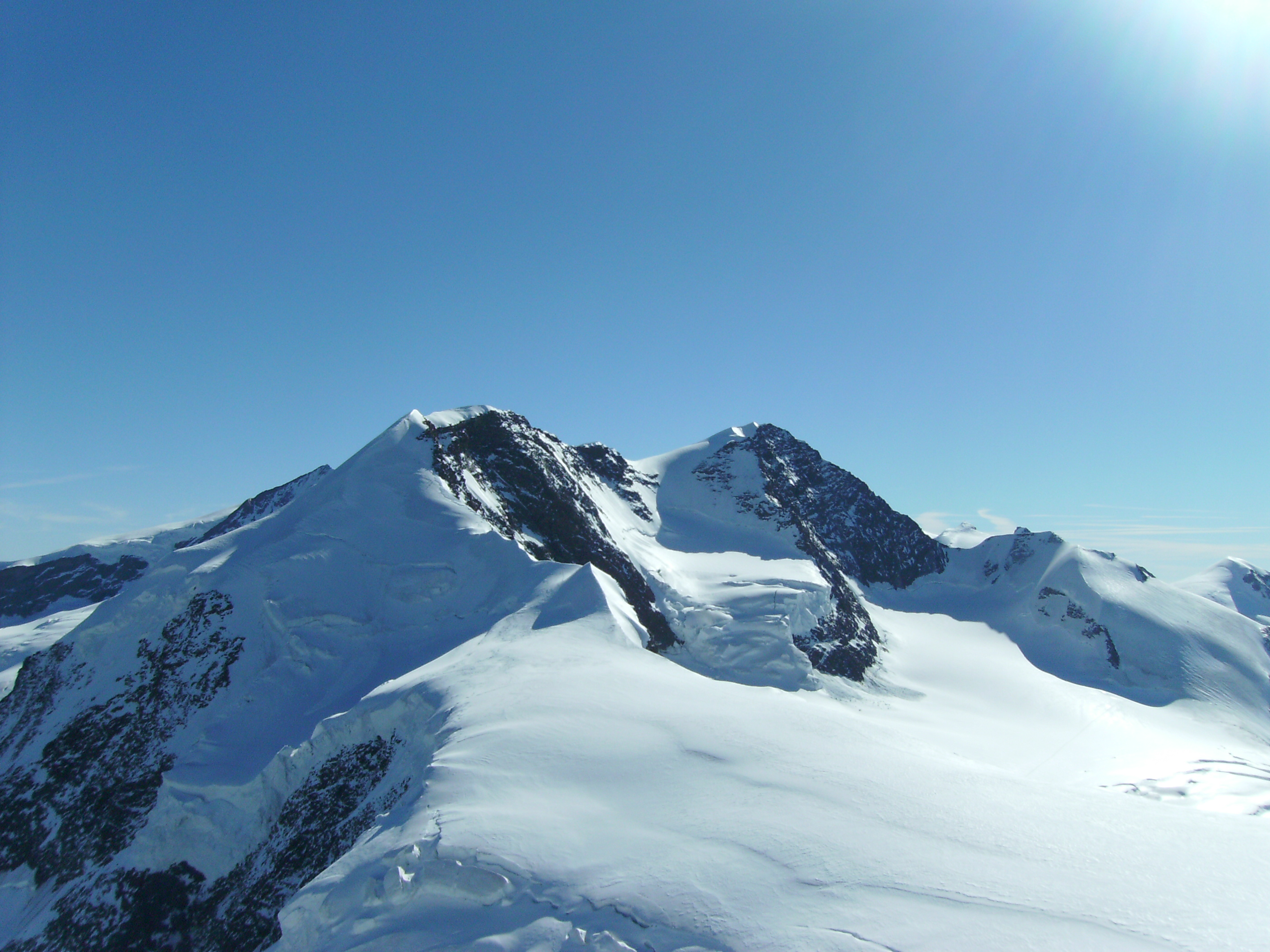
Il Lyskamm Occidentale e Orientale dal Castore
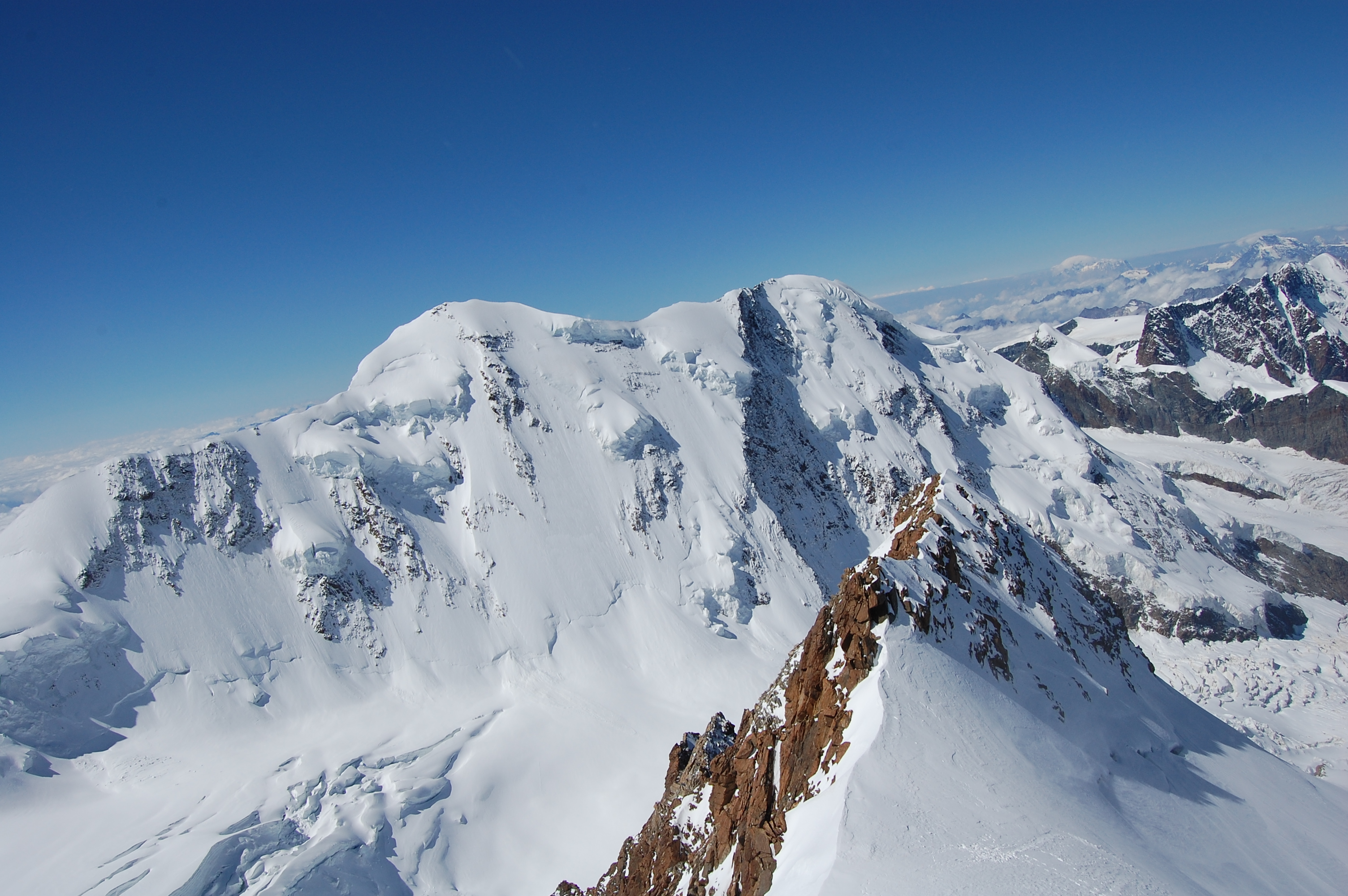
Il versante nord del Lyskamm dalla Punta Dufour. A sinistra il Lyskamm Orientale e a destra il Lyskamm Occidentale
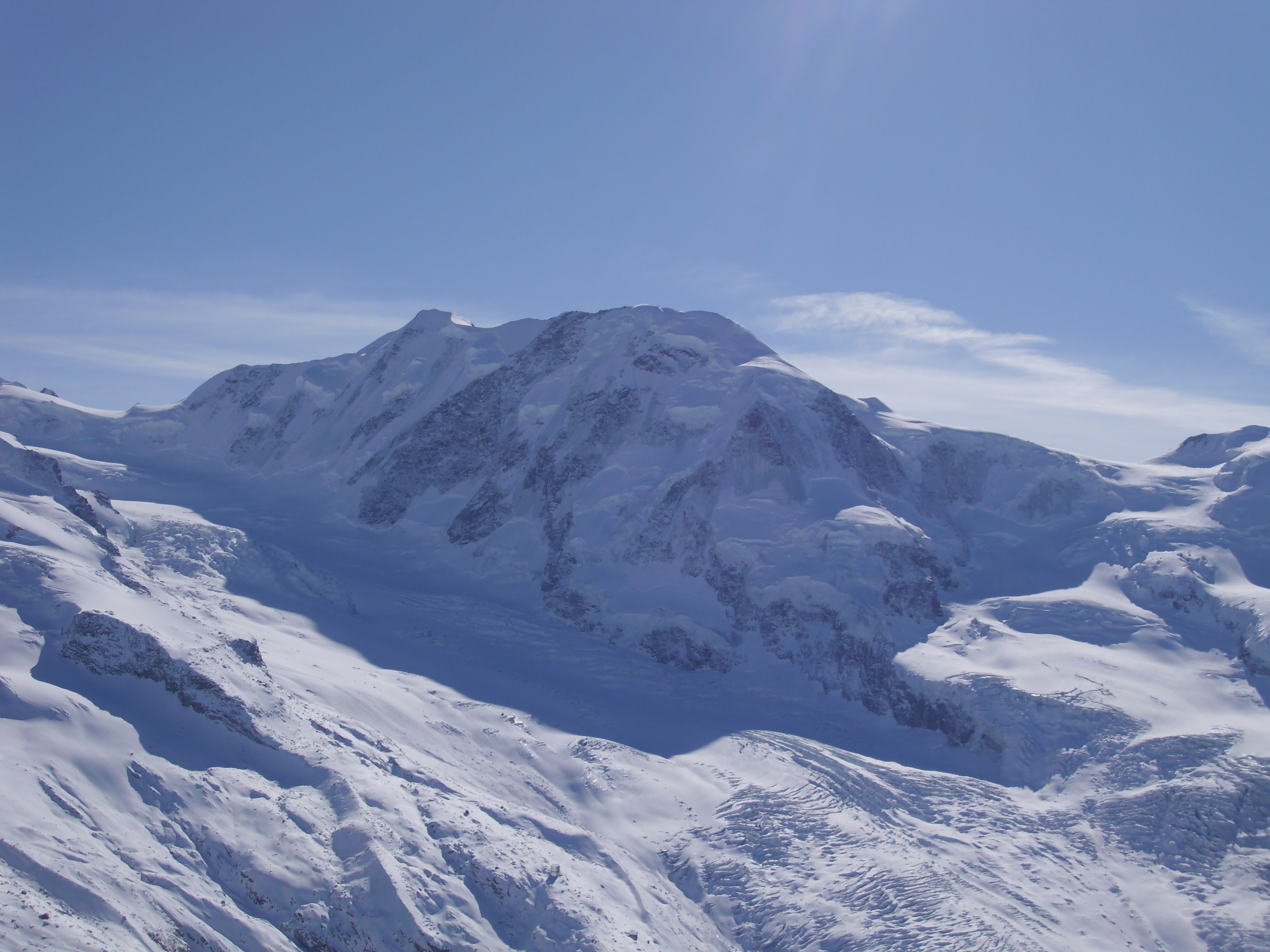
Il versante nord del Lyskamm visto dal Gornergrat